# Cantone di Marck
Il Cantone di Marck è una divisione amministrativa dell'Arrondissement di Saint-Omer e dell'Arrondissement di Calais.
È stato costituito a seguito della riforma approvata con decreto del 24 febbraio 2014, che ha avuto attuazione dopo le elezioni dipartimentali del 2015.

## Composizione
Comprende i 16 comuni di:
- Audruicq
- Guemps
- Marck
- Muncq-Nieurlet
- Nortkerque
- Nouvelle-Église
- Offekerque
- Oye-Plage
- Polincove
- Recques-sur-Hem
- Ruminghem
- Saint-Folquin
- Saint-Omer-Capelle
- Sainte-Marie-Kerque
- Vieille-Église
- Zutkerque